# Diplocaulus
A Diplocaulus a fosszilis Nectridea rendjébe, ezen belül a Keraterpetontidae családjába tartozó nem.

## Előfordulása
A Diplocaulus elsősorban a mai Amerikai Egyesült Államok déli részén, Oklahomában és Texasban lévő lelőhelyek kövületeiből ismert. Azonban biztosan szélesebb körben is elterjedt volt, mert Marokkóból is származik néhány kövület. A kövületek kiszáradt folyók és mocsarak lerakódásaiból származnak. Az üledékképződés a korai permben ment végbe körülbelül 280 millió évvel ezelőtt.

## Megjelenése
A Diplocaulus hossza legfeljebb 1,3 méter, testtömege 15 kilogramm lehetett. Törzse meglehetősen merev és lapos volt, hogy ellenálljon a folyó áramlásának. Bőre valószínűleg teljesen sima volt – mint a mai kétéltűeké –, ami szintén áramvonalasan hatott. A szarvszerű oldalsó koponyanyúlványok talán a felhajtóerőnek nyújtottak pótlólagos felületet, az ellenségek elrettentését szolgálták és a kopoltyút védték. Szélcsatornában végzett kísérletek bizonyítják, hogy a koponyának a nyak felé történő 25 fokos elfordítása ellenáramban a szárnyakra hasonlító nyúlványokat az állattal együtt felemelte. A mozgásba lendült állatot lapos törzse tovább hajtotta felfelé. Széles szájnyílásának köszönhetően fáradhatatlanul szedhette áldozatait. A nyúlványok egyik csúcsától a másikig 35 centiméter volt, ez a széles koponya hatásos evezőlapát volt. Nyugalmi állapotban a nehéz fej nem okozott nagyobb megterhelést, még a rugalmas nyakizmoknak sem. Nagy szeme a koponya felső részén helyezkedett el, így a Diplocaulus jól látott, miközben a folyómederben pihent. Az evezőkormányként szolgáló hátsó lábán úszóhártya volt. Rövid lábát nemigen tudta használni a szárazföldön. Hosszú és izmos farka, víz alatti evezőként szolgált. Amikor az állat felfelé haladt, valószínűleg gyors farkcsapásokkal segítette magát.

## Életmódja
A Diplocaulus vízi vadász volt, édesvizű tavak és folyók aljzatán állt lesben. Tápláléka halak, kisebb kétéltűek és azok ebihalai, rovarok, férgek és más gerinctelenek. Más nagyobb kétéltűek és édesvízi cápák vadászhattak rá.

## Rendszerezés
Eddig 2 faját fedezték fel:
- Diplocaulus salamandroides - típusfaj
- Diplocaulus magnicornis

## Rokon fajok
A Diplocaulus legközelebbi rokona a rá hasonlító Diploceraspis volt, amelynek szarvszerű nyúlványai is voltak, és valószínűleg hasonló életmódot folytatott. Mindkét állat a Nectridea rendhez tartozott, és a perm időszakban élt.